# فهرست توهین‌های مذهبی
در این مقاله فهرستی از اسامی که برخی مردم در زبان فارسی بر طرفداران ادیان، به منظور تحقیر یا توهین به آنها، می‌نهند یا می‌نهاده‌اند؛ آورده می‌شود.
بیشتر این اسامی به دو دسته تعلق دارند. یکی اسامی که به تدریج کلمه‌ای توهین‌آمیز تبدیل شده‌اند و دومی اسامی که دارای پسوند «پرست» هستند و چیزی که برای هواداران یک دین محترم و با ارزش است را، به عنوان خدای هواداران آن دین جلوه می‌دهد.

## فهرست
گبرزرتشتی.
جهودیهودی
رافضیشیعه
عمریاهل سنت
وهابیاهل سنت
آتش‌پرست، مجوسزرتشتی
گاوپرستهندو (برهمایی)
مرده‌پرست، گورپرستشیعه
صلیب‌پرستمسیحی
کافر، ملحدبی‌دین، دین‌ناباور